# هارويا فوجي
هارويا فوجي (باليابانية: 藤井 陽也) (مواليد 26 ديسمبر 2000) هو لاعب كرة قدم ياباني.

## وصلات خارجية
- هارويا فوجي على موقع رابطة كرة القدم اليابانية للمحترفين (اليابانية)
- هارويا فوجي على موقع إي إس بي إن إف سي (الإنجليزية)
- هارويا فوجي على موقع قاعدة بيانات كرة القدم.إي يو (الإنجليزية)
- هارويا فوجي على موقع ناشيونال فوتبول تيمز (الإنجليزية)
- هارويا فوجي على موقع Soccerbase.com (لاعب) (الإنجليزية)
- هارويا فوجي على موقع Soccerway.com (الإنجليزية)
- هارويا فوجي على موقع عالم كرة القدم.نت (الإنجليزية)